# USS Ranger (CV-61)
«Рейнджер» — (англ. USS Ranger (CV-61)) — американский авианосец, третий, построенный в типе «Форрестол», седьмой корабль в США с таким названием.

## История
Контракт на постройку корабля был подписан с компанией Northrop Grumman Corporation 1 февраля 1954 года, заложен на верфи компании в городе Ньюпорт-Ньюс 2 августа 1954 года. Авианосец спущен на воду 29 сентября 1956 года, введён в состав флота 10 августа 1957 года.
Рейнджер стал первым авианосцем, изначально спроектированным и построенным с угловой взлётной палубой, в отличие от предыдущих двух авианосцев этого класса USS Forrestal (CV-59) и USS Saratoga (CV-60), которые строились с прямой осевой палубой, в проект которых были внесены изменения уже в ходе строительства.
Испытания Рейнджер проходил в Карибском море, где к нему присоединилась авиагруппа, затем авианосец был отправлен на Тихоокеанский флот, где и проходил службу.

## Современный статус
Выведен из состава флота 10 июля 1993 года.
Находится в заливе Синклер, военно-морская база Военно-морская верфь и промежуточная станция технического обслуживания Пьюджет-Саунд близ Бремертона, штат Вашингтон.
Продан на слом 24 декабря 2014 года за 1 цент после того, как сбор средств на превращение в корабль-музей окончился неудачей. Будет разделан в Браунсвилле, штат Техас.
Разобран на металлом в городе Браунсвилл в 2016 году.